# Horst Oettler

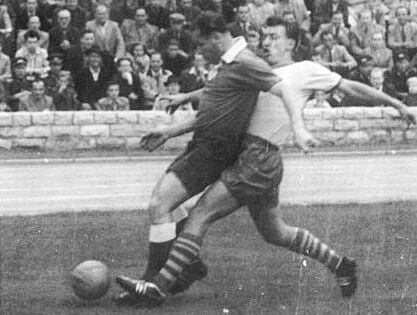
Horst Oettler (links) 1956

Horst Oettler (* 28. Februar 1923 in Zwickau; † 6. Dezember 2007) war Fußballspieler in Kassel, Osnabrück und Zwickau, wo er stets in der höchsten Fußballklasse spielte. Als Trainer gewann er mit Motor Zwickau 1967 den DDR-Fußballpokal.

## Sportliche Laufbahn
Oettlers Fußballkarriere begann wegen des Zweiten Weltkriegs relativ spät. Erst als in Deutschland wieder ein regelmäßiger Fußballspielbetrieb aufgenommen werden konnte, kam Oettler in der SG Zwickau-Mitte zum Einsatz. Er wirkte dort schon im August 1945 beim ersten Nachkriegs-Derby gegen die SG Zwickau-Nord (3:0) mit und erzielte das erste Tor, bevor Herbert Heinze die beiden anderen folgen ließ. Auch zum Erfolg im Städtespiel Berlin gegen Zwickau (2:4) am 21. September 1946 trug Oettler einen Treffer bei.
Ab 1947 spielte er beim KSV Hessen Kassel in der hessischen Amateurliga. Nach 50 Punktspieleinsätzen schloss er sich zu Beginn der Spielzeit 1949/50 dem Oberligisten VfL Osnabrück an und wurde Vertragsspieler. 1950 und 1952 erreichte er mit dem VfL die Endrunde zur Deutschen Meisterschaft. Für die Osnabrücker absolvierte Oettler 119 Punktspiele in der Oberliga Nord und erzielte dabei als Abwehr- und Mittelfeldspieler sieben Tore. Nach dem Ende der Saison 1952/53 kehrte Oettler für eineinhalb Jahre zum KSV Hessen Kassel zurück, der gerade in die Oberliga Süd aufgestiegen war. Nachdem Kassel in seiner ersten Oberligasaison mit Platz 13 den Klassenerhalt geschafft hatte, spielte Oettler noch die Hinrunde der Saison 1954/55 und kam damit noch einmal auf 29 Oberligaspiele. Anschließend siedelte er in die DDR um, wo er sich in seiner Geburtsstadt dem DDR-Oberligisten Motor Zwickau anschloss. Der bereits 32-Jährige hatte keine Schwierigkeiten, sich dem Niveau der höchsten DDR-Fußballklasse anpassen. Zwischen 1955 und 1959 kam er in 92 von 130 möglichen Punktspielen der Zwickauer Oberligamannschaft zum Einsatz. Mit seiner Erfahrung von 148 Erstligaspielen in den bundesdeutschen Oberligen half Oettler maßgeblich mit, dass Motor Zwickau, obwohl oft am Rande des Abstiegs spielend, während seiner Zeit stets den Klassenerhalt schaffte und in den letzten drei Jahren seines Mitwirkens beste Betriebssportgemeinschaft in der Oberliga wurde.
Nachdem Oettler Ende des Jahres 1959 mit 36 Jahren seine Laufbahn als Fußballspieler beendet hatte, wechselte er in das Trainerfach über. Für mehrere Jahre trainierte er die Betriebssportgemeinschaft Lokomotive Zwickau in der viert- bzw. drittklassigen Bezirksliga. Als der DDR-Pokalsieger von 1963, Oettlers frühere Mannschaft Motor Zwickau, sich während der nachfolgenden Saison nur knapp vor dem Abstieg rettete, wurde Oettlers ehemaliger Trainer Karl Dittes entlassen und durch Horst Oettler ersetzt. Dieser blieb jedoch zunächst nur ein Jahr Cheftrainer, obwohl er die Zwickauer in der Saison 1964/65 vom Vorjahresplatz zwölf auf den achten Platz geführt hatte. Er wurde vom Oberliga-unerfahrenen Heinz Werner abgelöst, der seinerseits mit Motor Zwickau die Saison 1965/66 nur als Zehnter abschloss. Daraufhin wurde Oettler im Sommer 1966 wieder als Cheftrainer zurückgeholt. Die Saison 1966/67 krönte Oettler mit dem größten Erfolg seiner Fußball-Laufbahn. Am 30. April 1967 siegte seine Mannschaft im Endspiel um den DDR-Fußballpokal mit 3:0 über den FC Hansa Rostock. Nach diesem Karriere-Höhepunkt beendete Oettler aus freien Stücken im Alter von 44 Jahren seine Trainertätigkeit. Als Sportlehrer arbeitete er bis Ende der 1980er Jahre an der Dittesschule in Zwickau-Pölbitz.

## = Weblinks
- Horst Oettler in der Datenbank von weltfussball.de
- Oettler in Kassel und Osnabrück (Memento vom 18. Februar 2009 im Internet Archive)
- Kurzlebenslauf in der Neuen Osnabrücker Zeitung (Memento vom 11. Februar 2009 im Internet Archive)
- Spieler A–Z (Spundflasche), aufgesucht am 15. Mai 2020